# Кенай (Росія)
Кена́й (рос. Кенай) — селище у складі Комсомольського району Хабаровського краю, Росія. Адміністративний центр та єдиний населений пункт Кенайського сільського поселення.

## Населення
Населення — 588 осіб (2010; 671 у 2002).
Національний склад (станом на 2002 рік):
- росіяни — 91 %